# 東京都道8號千代田練馬田無線
東京都道8號千代田練馬田無線（日语：／）是連結東京都千代田區與西東京市的都道（主要地方道）。

## 起點、終點
- 起點：九段下交差點　東京都道302號新宿兩國線、東京都道401號麹町竹平線（日语：東京都道401号麹町竹平線）
- 終點：（無名稱）交差點　東京都道4號東京所澤線
- 總長：27,002公尺（2013年4月1日）[1]

## 一般名稱
本線
- 目白通（目白通り）九段下交差點～谷原交差點
- 富士街道　谷原交差點～（無名稱）交差點：東京都道4號東京所澤線交點

終點附近相當狹窄，上行方只有單線通行。
支線（繞道）
- 新目白通：江戶川橋交差點 - 西落合一丁目交差點

## 通過的自治體
- 東京都
  - 千代田區
  - 新宿區
  - 文京區
  - 豐島區
  - 中野區
  - 練馬區
  - 西東京市

## 連接的道路

### 本線（目白通、富士街道）
| 東京都道401號麴町竹平線（內堀通）            |                                                                           |              |          |
| 東京都道302號新宿兩國線（靖國通）            | 東京都道302號新宿兩國線（靖國通）                                         | 九段下※起點  | 千代田區 |
| 東京都道25號飯田橋石神井新座線（大久保通）   | 東京都道405號外濠環狀線（外堀通）                                         | 飯田橋       | 新宿區   |
| -                                            | 東京都道434號牛込小石川線                                                 | 大曲         | 新宿區   |
| 東京都道8號千代田練馬田無線支線（新目白通）  |                                                                           | 江戸橋       | 文京區   |
| 本線                                         | 東京都道435號音羽池袋線（音羽通）                                         | 目白坂下     | 文京區   |
| -                                            | 東京都道437號秋葉原雜司谷線（不忍通）                                     | 目白台2丁目  | 文京區   |
| -                                            | 東京都道305號芝新宿王子線（明治通                                         | 千登世橋     | 豐島區   |
| 東京都道317號環狀六號線（山手通）            | 東京都道317號環狀六號線（山手通）                                         | 南長崎1丁目  | 新宿區   |
| 東京都道8號千代田練馬田無線支線              | 東京都道440號落合井草線 （新青梅街道）                                    | 西落合1丁目  | 新宿區   |
| 東京都道420號鮫洲大山線（中野通）            | 東京都道420號鮫洲大山線（中野通）                                         | 南長崎6丁目  | 練馬區   |
| 東京都道318號環狀七號線（環七通）            | 東京都道318號環狀七號線（環七通）                                         | 豐玉陸橋     | 練馬區   |
| 東京都道442號北町豐玉線                      | 東京都道442號北町豐玉線                                                   | 練馬警察署南 | 練馬區   |
| 東京都道439號椎名町上石神井線（千川通）      | 東京都道439號椎名町上石神井線（千川通）                                   | 豐玉喜6丁目  | 練馬區   |
| 東京都道427號瀨田貫井線（中杉通）            | -                                                                         | 貫井2丁目    | 練馬區   |
| 東京都道311號環狀八號線（環八通）            | 東京都道311號環狀八號線（環八通）                                         | 練馬中央陸橋 | 練馬區   |
| 東京都道24號練馬所澤線（目白通）             | 東京都道443號南田中町旭町線（笹目通） 東京都道441號池袋谷原線（富士街道） | 谷原         | 練馬區   |
| 東京都道444號下石神井大泉線（井草通）        | 東京都道444號下石神井大泉線（井草通）                                     | 石神井中前   | 練馬區   |
| 東京都道25號飯田橋石神井新座線（舊早稻田通） |                                                                           |              | 練馬區   |
|                                              | 東京都道234號前澤保谷線                                                   | 高塚         | 練馬區   |
| 東京都道245號杉並田無線（新青梅街道）        | 東京都道245號杉並田無線（新青梅街道）                                     | 富士町       | 西東京市 |
| 東京都道233號東大泉田無線支線                |                                                                           |              | 西東京市 |
| 東京都道4號東京所澤線（青梅街道）            | 東京都道4號東京所澤線（青梅街道）                                         | ※終點        | 西東京市 |

### 支線（新目白通）
| 交會道路                                      | 交會道路                                  | 交差點名    | 所在地 |
| --------------------------------------------- | ----------------------------------------- | ----------- | ------ |
| 東京都道8號千代田練馬田無線本線（目白通）     |                                           | 江戶橋      | 文京區 |
|                                               | 東京都道319號環狀三號線（外苑東通）       | 鶴卷町      | 新宿區 |
| 東京都道305號芝新宿王子線（明治通）           | 東京都道305號芝新宿王子線（明治通）       | 高戶橋      | 新宿區 |
| 東京都道317號環狀六號線（山手通）             | 東京都道317號環狀六號線（山手通）         | 中落合2丁目 | 新宿區 |
| 東京都道440號落合井草線（新青梅街道）         | 東京都道8號千代田練馬田無線本線（目白通） | 西落合1丁目 | 新宿區 |
| 東京都道8號千代田練馬田無線（目白通）練馬方向 |                                           |             |        |

### 交會的鐵道（地下鐵除外）
- 中央本線（JR東日本飯田橋站東口前）
- 山手線（新目白通：高田馬場―目白間、目白通：目白站附近）
- 西武池袋線（2次交會。）

## 備註
1. ↑  . 東京都建設局道路管理課. 2014年1月: 79.

## 關連項目
- 東京都道一覽